# Bestimmungsbuch
Ein Bestimmungsbuch dient im Allgemeinen zur Arten-Bestimmung von Tieren, Pflanzen, Pilzen oder sonstigen Organismen anhand von archivierten oder gesammelten Präparaten oder anhand der Beobachtung im natürlichen Habitat.
Bestimmungsbücher lassen sich nach ihrem Aufbau, der Vorgehensweise bei der Bestimmung, der Zielgruppe und dem wissenschaftlichen Anspruch grob in zwei Gruppen unterteilen.
Für den interessierten Laien steht eine Vielzahl reichhaltig bebilderter Bestimmungsbücher zur Verfügung, in denen die Bestimmung von Arten in erster Linie über das Gesamterscheinungsbild oder charakteristische, einfach zu erkennende Einzelmerkmale (z. B. Blütenfarbe von Pflanzen) erfolgt. Je nach Ausführlichkeit des Bestimmungsbuches wird diese Bestimmung nach dem Gesamthabitus für leicht zu verwechselnde Arten noch durch Illustrationen und/oder Beschreibungen charakteristischer Einzelmerkmale ergänzt (z. B. Blattzähnung von Pflanzen, Details des Vogelgefieders).
Bestimmungsbücher für den rein wissenschaftlichen Gebrauch sind hingegen in der Regel weniger ausführlich bebildert. Die Ermittlung der Artzugehörigkeit eines Objekts erfolgt meistens nach einem dichotomen Bestimmungsschlüssel (Pflanzenschlüssel). Dabei werden sequentiell Gegensatzpaare von Merkmalskombinationen oder Einzelmerkmalen abgefragt, wobei die Entscheidung hinsichtlich eines Merkmalspaares zur jeweils nächsten Frage führt, so dass immer weiter auf bestimmte Untergruppen eingegrenzt wird, bis schließlich nur noch eine einzige Art in Frage kommt. Bestimmungsbücher dieser Art haben eine lange Tradition und decken zumeist die einheimische Flora und Fauna wesentlich ausführlicher ab als bebilderte Bestimmungsbücher für Laien. Ein stark spezialisiertes Vokabular, das in der Regel im Einführungsteil erläutert wird, erschwert dem Anfänger den Zugang zu dichotomen Bestimmungsschlüsseln und die Benutzung erfordert Erfahrung, da eine einzelne Fehlentscheidung während des Bestimmungsvorgangs zu einer Falschbestimmung führen kann.
Bestimmungsbücher mit dichotomen Schlüsseln dienen häufig ausschließlich der Artbestimmung und enthalten über die zur Bestimmung notwendigen Merkmale hinausgehend wenig oder keine zusätzlichen Informationen. Sie sollten daher idealerweise zusammen mit geeigneten Nachschlagewerken (oder eben bebilderten Bestimmungsbüchern) verwendet werden, wenn weitergehende Informationen über die betrachteten Arten gewünscht werden.
Außerhalb der Naturkunde gibt es auch Bestimmungsbücher im Bereich der Kunstgeschichte und Baukultur.